# Aniak
Aniak – miasto w Stanach Zjednoczonych, w stanie Alaska, w okręgu Prince Bethel. W miejscowości ma siedzibę prawosławna parafia Opieki Matki Bożej.